# Konstytucja cywilna kleru

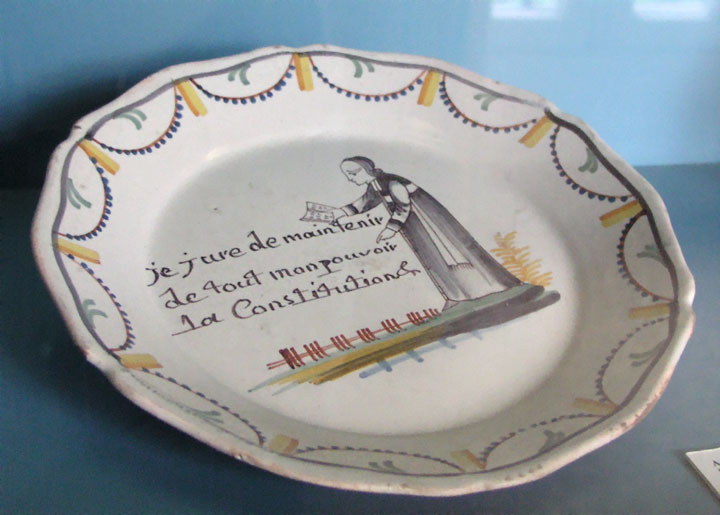
Składanie przysięgi na konstytucję, talerz pamiątkowy z czasów rewolucji ze zbiorów Musée Carnavalet

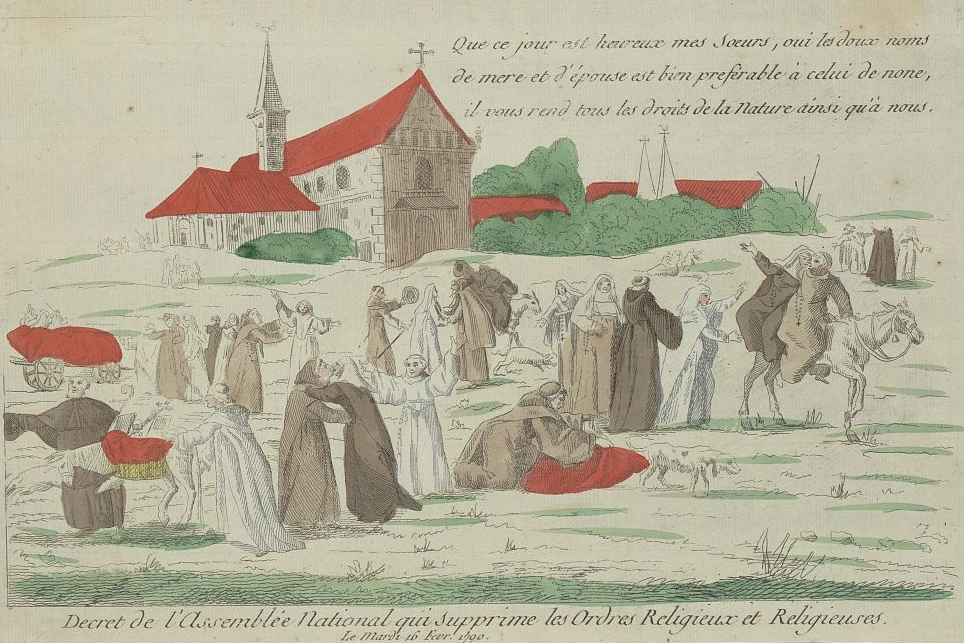
Satyra dekretu ogłaszającego zniesienie klasztorów we Francji

Konstytucja cywilna kleru, także Konstytucja cywilna duchowieństwa (fr. Constitution civile du clergé) – dokument przegłosowany 12 lipca 1790 przez Konstytuantę w czasie rewolucji francuskiej. Jego celem było dokonanie gruntownych zmian w strukturze francuskiego Kościoła katolickiego, podporządkowanie jego instytucji państwu i zastąpienie konkordatu bolońskiego podpisanego w 1516.

## Treść
Tekst konstytucji zredagowała złożona z 30 posłów kleru i Stanu Trzeciego komisja, której przewodniczył Louis-Alexandre Expilly de La Poipe. Najważniejszymi postanowieniami była odgórna kasata wszystkich zakonów męskich i żeńskich, poza tymi, które zajmowały się dobroczynnością lub edukacją. Wiązało się to z przegłosowanym wcześniej, w lutym 1790, zniesieniem możliwości składania na terenie Francji ślubów zakonnych. 
Konstytucja dokonywała poważnych zmian na mapie parafii i diecezji, likwidując te parafie, które zdaniem ustawodawców liczyły zbyt mało wiernych, a liczbę diecezji redukując ze 130 do 83, z siedzibami w większych miastach. Powstało również 10 nowych metropolii. Własnością państwa stały się też ziemskie posiadłości klasztorne i kościelne, a biskupi i proboszczowie otrzymali status opłacanych urzędników państwowych, obieranych przez zgromadzenia wiernych. Równocześnie wszyscy członkowie stanu duchownego otrzymali prawo opuszczenia go i przejścia do stanu świeckiego. Odtąd to państwo, a nie papież miało być zwierzchnikiem Kościoła we Francji, chociaż ustanowiona została funkcja pośrednika między państwem a papieżem.

## Wprowadzenie konstytucji w życie
W listopadzie 1790 dodatkowym dekretem konstytucja cywilna kleru weszła w życie, mimo protestów Piusa VI, przedstawionych już 22 lipca 1790. Mimo nacisków części hierarchii kościelnej została zaakceptowana przez Ludwika XVI, który 23 lipca wyraził aprobatę wobec przegłosowanego projektu ustawy, a 26 grudnia - zgodził się formalnie również na dekret wprowadzający ustalenia konstytucji w praktyce. 
Już 4 stycznia 1791 rozpoczęły się ceremonie składania przysięgi na konstytucję przez wszystkich księży. Jako pierwsi przysięgali deputowani duchowieństwa do Konstytuanty (zobacz: Biskup konstytucyjny); 80 biskupów odmówiło tego aktu. Konstytucja cywilna kleru była przyjmowana z podobnymi oporami także w innych diecezjach: uroczyste przysięgi były zależnie od regionu przeprowadzane przez cały styczeń i luty, jednak zdecydowana większość biskupów i około połowa proboszczów nie zaakceptowała ustawy. Istniały nawet regiony, w których większość duchownych odmówiła złożenia przysięgi, jak Bretania, Alzacja i Prowansja. W ten sposób kler francuski podzielił się na księży konstytucyjnych i niekonstytucyjnych. Dylemat, przed którym stanęli księża, powiększało jeszcze nieprzejednanie papieża, który ponowił swój sprzeciw wobec ustawy w brewe Quod aliquantum z 10 marca 1791 i Caritas z 13 kwietnia 1791. W dokumentach tych uznawał on postanowienia konstytucji cywilnej za świętokradztwo i herezję, a wszystkich duchownych wzywał do nieskładania przysięgi lub jej odwołania.

## Skutki
W celu uzupełnienia wakujących stanowisk, powstałych po formalnym odwołaniu księży odmawiających złożenia przysięgi, drogą wyborów wśród parafian wyznaczonych zostało około 20 tys. duchownych oraz 80 biskupów. Na czele Kościoła we Francji, zwanego konstytucyjnym, stanął jeden z deputowanych duchowieństwa do Konstytuanty, ksiądz Henri Grégoire. 
Konstytucja cywilna kleru miała również poważne skutki społeczne, związane z utratą wyjątkowej dotąd pozycji przez księży. Stała się tym samym, razem z późniejszym procesem dechrystianizacyjnym, jedną z przyczyn antyrewolucyjnych ruchów społecznych w Wandei czy na południu kraju. Z kolei księża, niezależnie od złożenia przysięgi, stali się grupą postrzeganą przez zwolenników rewolucji jako jednoznacznie jej przeciwna (co miało pewne uzasadnienie wobec faktu poparcia kontrrewolucji przez Kościół), byli częstymi ofiarami represji. Tym samym konstytucja stała się początkiem kryzysu francuskiego katolicyzmu, pogłębionego przez promowanie w późniejszym etapie rewolucji kultu Istoty Najwyższej lub kultu Rozumu.